# Ferenc, Vendôme grófja
Bourbon Ferenc (franciául: François de Bourbon-Vendôme; 1470. – Vercelli, 1495. január 6.), VIII. János, Vendôme grófja és felesége,  Isabella de Beauvau, Champigny-i hölgy legidősebb fia.

## Élete
1477-ben, hét évesen apját követte Vendôme grófjaként. Ferenc kisebbsége miatt Louis de Joyeuse régenssége alá került, aki legidősebb nővére, Johanna férje volt. 1484-ben VIII. Károly francia király Vendôme grófságot a francia korona közvetlen fennhatósága alá helyezte. 1487-ben feleségül vette Luxemburgi Máriát, Saint-Pol grófnőjét. A házasság révén Ferenc jelentős számú birtokot szerzett, és Saint-Pol grófja lett. Ferenc VIII. Károlyt kísérte az itáliai háborúkban. 1495-ben hozzájárult a fornovói csata győzelméhez, de nem sokkal ezután Ferenc 25 évesen Vercelli közelében meghalt. 

## Házassága és gyermekei
1487. szeptember 8-án feleségül vette Luxemburgi Máriat (1472-1547), Saint-Pol grófnőjét.
A pár öt gyermeke: 
- Károly (1489–1537), Vendôme grófja majd hercege, 1527-től „királyi vérből való” herceg (prince du sang)
- Jakab (1490–1491)
- Ferenc (1491–1545), Saint-Pol grófja ∞ Adrienne d’Estouteville (1512–1560)
- Lajos (1493–1557), bíboros
- Antoinette (1494–1583), ∞ Claude de Guise (1496–1550),
- Louise (1495–1575), apátnő

## Fordítás
- Ez a szócikk részben vagy egészben  a   Frans van Bourbon-Vendôme című holland Wikipédia-szócikk fordításán alapul.  Az eredeti cikk szerkesztőit annak laptörténete sorolja fel. Ez a jelzés csupán a megfogalmazás eredetét és a szerzői jogokat jelzi, nem szolgál a cikkben szereplő információk forrásmegjelöléseként.
- Ez a szócikk részben vagy egészben  a   François de Bourbon-Vendôme című francia Wikipédia-szócikk fordításán alapul.  Az eredeti cikk szerkesztőit annak laptörténete sorolja fel. Ez a jelzés csupán a megfogalmazás eredetét és a szerzői jogokat jelzi, nem szolgál a cikkben szereplő információk forrásmegjelöléseként.